# Justin Savi
Justin Savi (* 30. Oktober 1984 in Cotonou) ein ehemaliger beninischer Boxer. Er hielt Titel von IBF, WBC und ABU.

## Karriere
In der enzyklopädisch gestalteten Website BoxRec sind für Savi von 2001 bis 2018 insgesamt 51 Kämpfe hinterlegt, von denen er 31 gewann (21 durch K.o.) und 18 verlor (acht durch K.o.). Seinen Debütkampf bestritt er am 1. Dezember 2001 in der Hall des Arts, Cotonou, gegen den ebenfalls aus Benin stammenden Sebastian Gouvide, den er in der zweiten Runde durch K.o. besiegte und seinen letzten Kampf am 4. August 2018 im Meadows Racetrack & Casino in Washington im US-Bundesstaat Pennsylvania gegen Bill Hutchinson (Niederlage durch technischen Knockout).
Im Juni 2008 errang er gegen Pastor Humberto Maurin in Benin den vakanten IBF-Titel als „Mediterranean“-Champion. Am 16. April 2010 gewann er gegen Cyril Thomas in Frankreich den erstmalig vergebenen WBC-„Silver-Belt“, den er im darauf folgenden Kampf am 20. November 2010 in Mexiko an Alberto Garza abgab. Gut zwei Jahre später im November 2012 setzte er sich in der nigrischen Hauptstadt Niamey im Kampf um den vakanten ABU-Titel im Federgewicht gegen Mouibi Sarouna durch. Zu dieser Zeit war er Fünfter der Weltrangliste mit einer Bilanz von 25 Siegen in 25 Kämpfen. Zudem bestritt er 2016 einen Weltmeisterkampf gegen Jhonny González, der durch technischen K.o. gewann.
Zu Savis weiteren Gegnern gehörten darüber hinaus u. a. Malcolm Klassen (2014), Rico Ramos (2016), Stan Martyniouk, Raynell Williams und Anvar Yunusov (alle 2017) sowie Fabián Maidana (2018).